# Benedykt Porożyński
Benedykt Porożyński (ur. 12 marca 1909 w Toruniu. zm. 18 marca 1945 w Zamostnem) – polski instruktor harcerski, organizator Szarych Szeregów na Pomorzu Gdańskim, żołnierz Armii Krajowej.

## Życiorys
Uczył się w Gimnazjum w Chełmnie nad Wisłą, gdzie w 1922 składa Przyrzeczenie Harcerskie w II Chełmińskiej Drużynie Harcerzy im. gen. Józefa Hallera, której później zostanie drużynowym. Studiuje w Wyższej Szkoły Handlowej w Poznaniu, gdzie jest także członkiem Akademickiej Drużyny Harcerzy im. Stanisława Staszica. Po studiach rozpoczyna prace i kontynuuje działalność harcerską w Gdyni. Jest jednym z organizatorów Międzynarodowego Zlotu Skautów Wodnych w Garczynie koło Kościerzyny (sierpień 1932). W 1935 r. Komenda Pomorskiej Chorągwi Harcerzy powierza mu poprowadzenie Hufca Morskiego w Gdyni, który przekształca w Morski Rejon Harcerzy liczący 6 hufców.
W kampanii wrześniowej żołnierz piechoty, następnie organizował konspirację we Lwowie. Zagrożony aresztowaniem przedostał się do Warszawy, gdzie nawiązał kontakt z Szarymi Szeregami. Otrzymuje zadanie zorganizowania Chorągwi Pomorskiej Szarych Szeregów na terenie Pomorza włączonego do Rzeszy. Realizując to zadanie współpracuje m.in. z Bernardem Myśliwkiem i Lucjanem Cylkowskim. Przenosi się do Mińska Mazowieckiego, gdzie w 1941 roku został aresztowany i po pobycie na Pawiaku przewieziony do obozu koncentracyjnego Stuthoff. W trakcie ewakuacji obozu – Marszu Śmierci, opiekując się bratem Czesławem, również więźniem – zaraża się tyfusem, na który umiera już po wyzwoleniu. W 1946 urządzono mu uroczysty pogrzeb państwowy i kościelny w Gdyni na cmentarzu Witomińskim w Gdyni (kwatera 1-15-25).

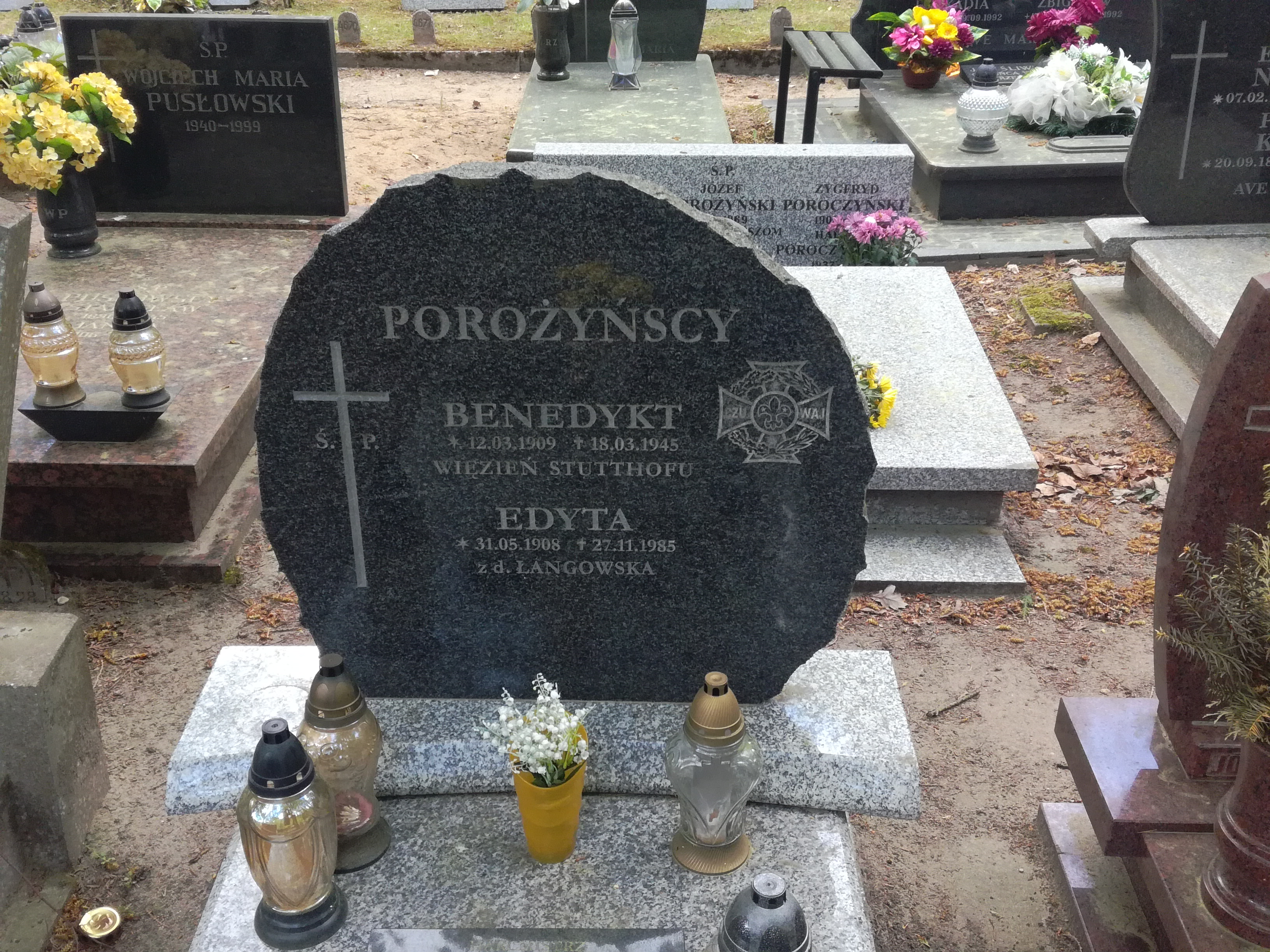
Grób Benedykta Porożyńskiego na cmentarzu Witomińskim

Żonaty z Edytą Łangowską, miał córkę Marię Magdalenę. W 2009 r. jego nazwiskiem nazwano jedną z nowo wytyczonych ulic w dzielnicy Chwarzno-Wiczlino w Gdyni.